# John Shelton Wilder
John Shelton Wilder (Mason (Tennessee), 3 juni 1921 - Memphis (Tennessee), 1 januari 2010) was een Amerikaans politicus van de Democratische Partij die lid was van de Senaat van Tennessee van 1968 tot 2007 en de 48ste luitenant-gouverneur van Tennessee van 1971 tot 2007. Hij is waarschijnlijk de enige in de geschiedenis van de Verenigde Staten, die deze functie zo lang heeft gehad. Zijn echtgenote Marcelle overleed in 2004.
- Library of Congress Control Number: nb2007026979
- SNAC: w6251xpp
- Virtual International Authority File: 6922216
- WorldCat: E39PBJfMkDXhw8kmJPw48qj3cP